# Miloš Savić (Leichtathlet)
Miloš Savić (serbisch-kyrillisch Милош Савић, * 7. September 1993) ist ein serbischer Leichtathlet, der sich auf den Stabhochsprung spezialisiert hat.

## Sportliche Laufbahn
Erste internationale Erfahrungen sammelte Miloš Savić im Jahr 2015, als er bei den Balkan-Meisterschaften in Pitești mit übersprungenen 4,60 m den neunten Platz belegte. 2017 gelangte er bei den Balkan-Meisterschaften im heimischen Novi Pazar mit 4,60 m auf Rang sechs und 2019 wurde er bei den Balkan-Meisterschaften in Prawez mit einer Höhe von 5,10 m Vierter. Zudem stellte er in diesem Jahr in Kanada mit 5,30 m einen serbischen Landesrekord auf. 2021 klassierte er sich dann bei den Balkan-Meisterschaften in Smederevo mit 5,20 m auf dem sechsten Platz.
In den Jahren 2015, 2019 und 2021 wurde Savić serbischer Meister im Stabhochsprung.

## Persönliche Bestleistungen
- Stabhochsprung: 5,30 m, 23. Juni 2019 in London (serbischer Rekord)
  - Stabhochsprung (Halle): 5,22 m, 1. Februar 2020 in Youngstown